# Mesoceros porcatus
Mesoceros porcatus là một loài rêu trong họ Anthocerotaceae. Loài này được Piippo mô tả khoa học đầu tiên năm 1999.